# Sloanea gracilis
Sloanea gracilis là một loài thực vật thuộc họ Elaeocarpaceae. Đây là loài đặc hữu của Suriname.